# Sang vienesa
Sang vienesa (títol original en anglès, Vienna Blood) és una sèrie de televisió de drama processal britànico-austríaca ambientada a Viena a principis del 1900. Basada en les novel·les de Liebermann de Frank Tallis, la sèrie segueix en Max Liebermann (Matthew Beard), un metge i alumne de Sigmund Freud, mentre ajuda el policia Oskar Rheinhardt (Jürgen Maurer). Tots dos investiguen assassinats inquietants amb èxit gràcies a la informació psicològica sobre els motius dels subjectes. Un subtema continuat és el creixent antisemitisme contra la família Liebermann. En Max és membre d'una família jueva britànica liberal a Leopoldstadt, un districte jueu tradicional, mentre que l'Oskar, un catòlic fet a l'antiga, té la seu a la comissaria de policia d'aquest districte. S'ha doblat al valencià per a À Punt, que la va estrenar el 8 de novembre de 2024. També s'ha doblat al català central per TV3, que va emetre-la a partir del setembre de 2025.
La primera sèrie es va començar a emetre a BBC Two el 18 de novembre de 2019. El 6 de juliol de 2020, es va encarregar una segona temporada, que es va estrenar el 2021. El programa es va renovar per a una tercera temporada, que va començar a emetre's a BBC Two el 14 de desembre de 2022, i una quarta, emesa a partir del 4 d'agost de 2024.

## Repartiment

### Principal
- Matthew Beard com a Max Liebermann
- Juergen Maurer com a Oskar Reinhardt
- Luise von Finckh com a Clara Weiss
- Jessica De Gouw com a Amelia Lydgate (temporada 1)
- Lucy Griffiths com a Amelia Lydgate (temporada 2)
- Amelia Bullmore com a Rachel Liebermann
- Conleth Hill com a Mendel Liebermann

### Secundari
- Charlene McKenna com a Leah Liebermann
- Oliver Stokowski com el professor Gruner (temporades 1-2)
- Raphael von Bargen com l'inspector-comissari von Bulow
- Simon Hatzl com el comissari de policia August Strasser (sèrie 1-4)
- Josef Ellers com el sergent Haussmann
- Harald Windisch com el professor Matthias (temporada 1)
- Luis Aue com a Daniel Liebermann (temporada 1)
- Miriam Hie com a Lisa Linder (temporades 2-4)
- Florian Teichtmeister com a Jonas Korngold (temporada 2)

### Convidat
- Ulrich Noethen com a Graf von Triebenbach
- Michael Niavarani com a Herr Bieber
- Ursula Strauss com a Juno Holderlein
- Johannes Krisch com el major Julius Reisinger
- Kathrin Beck com la madame Borek

## Episodis
| Temporada | Temporada | Episodis | Episodis | Dates d’emissió        | Dates d’emissió        |
| Temporada | Temporada | Episodis | Episodis | Primera emissió        | Última emissió         |
| --------- | --------- | -------- | -------- | ---------------------- | ---------------------- |
|           | 1         | 3        | 3        | 18 de novembre de 2019 | 2 de desembre de 2019  |
|           | 2         | 3        | 3        | 10 de desembre de 2021 | 24 de desembre de 2021 |
|           | 3         | 3        | 3        | 14 de desembre de 2022 | 28 de desembre de 2022 |
|           | 4         | 2        | 2        | 4 d'agost de 2024      | 11 d'agost de 2024     |

### Temporada 1 (2019)
| Núm. | Títol                           | Direcció        | Guió           | Data d'emissió original | Data d'emissió a À Punt |
| --- | ------------------------------- | --------------- | -------------- | ----------------------- | ----------------------- |
| 1 | «L'Última sessió d'espiritisme» | Robert Dornhelm | Steve Thompson | 18 de novembre de 2019  | 8 de novembre de 2024   |
| Quan troben una jove mèdium en circumstàncies misterioses a Viena, l'inspector Oskar Rheinhardt telefona al Dr. Max Liebermann perquè l'ajude en la recerca de l'assassí.                                                                                         |                                 |                 |                |                         |                         |
| 2 | «La reina de la nit»            | Umut Dag        | Steve Thompson | 25 de novembre de 2019  | 15 de novembre de 2024  |
| La festa de compromís de Max s’interromp per la notícia d'una sèrie d'assassinats als barris baixos de Viena. Oskar deté ràpidament un sospitós i troba proves circumstancials que donen suport a una condemna. Però Max no està convençut d'haver trobat l’home. |                                 |                 |                |                         |                         |
| 3 | «El xic perdut»                 | Umut Dag        | Steve Thompson | 2 de desembre de 2019   | 22 de novembre de 2024  |
| El nebot de Max pateix una crisi nerviosa després que un company s'ofegue a l'acadèmia militar. El departament de policia refuta les sospites de l'acadèmia, però Max mostra a Oskar un patró de violència i creuen estar en una recerca d'assassinat.            |                                 |                 |                |                         |                         |

### Temporada 2 (2021)
| Núm. | Títol                     | Direcció        | Guió           | Data d'emissió original |
| ---- | ------------------------- | --------------- | -------------- | ----------------------- |
| 1    | «The Melancholy Countess» | Robert Dornhelm | Steve Thompson | 10 de desembre de 2021  |
| 2    | «The Devil's Kiss»        | Robert Dornhelm | Steve Thompson | 17 de desembre de 2021  |
| 3    | «Darkness Rising»         | Robert Dornhelm | Steve Thompson | 24 de desembre de 2021  |

### Temporada 3 (2022)
| Núm. | Títol                          | Direcció        | Guió           | Data d'emissió original |
| ---- | ------------------------------ | --------------- | -------------- | ----------------------- |
| 1    | «Deadly Communion»             | Robert Dornhelm | Steve Thompson | 14 de desembre de 2022  |
| 2    | «The God of Shadows»           | Robert Dornhelm | Steve Thompson | 21 de desembre de 2022  |
| 3    | «Death Is Now a Welcome Guest» | Robert Dornhelm | Steve Thompson | 28 de desembre de 2022  |

### Temporada 4 (2024)
| Núm. | Títol                       | Direcció | Guió           | Data d'emissió original |
| ---- | --------------------------- | -------- | -------------- | ----------------------- |
| 1    | «Mephisto Waltz - Part One» | Umut Dag | Steve Thompson | 4 d'agost de 2024       |
| 2    | «Mephisto Waltz - Part Two» | Umut Dag | Steve Thompson | 11 d'agost de 2024      |

## Producció
La sèrie va ser una coproducció d'Endor Productions i MR Film (Àustria).
Cada episodi consta de dues parts però la numeració dels episodis varia segons el país. A Àustria, els episodis es numeren per cas (tres episodis per sèrie), però als EUA per part (sis episodis per temporada).

### Rodatge
La primera i la segona temporada es va rodar a Viena i a la Baixa Àustria, a partir d'octubre de 2018.  El rodatge de la tercera temporada es va dividir entre Budapest i Viena.

## Emissió
La primera temporada de tres episodis de 90 minuts es va emetre al Regne Unit per la BBC Two entre el 18 de novembre i el 2 de desembre de 2019. El canal austríac ORF 2 va emetre el programa a partir del 20 de desembre de 2019 amb doblatge en alemany.
Als Estats Units, PBS va emetre la temporada en sis episodis de 45 minuts; l'emissió va començar el 19 de gener de 2020.

## Rebuda
Sang vienesa va rebre una puntuació del 53% de crítiques a Rotten Tomatoes, amb un consens crític que afirma el següent: "Tot i que poques vegades s'eleva per sobre de la idea d'"es pot veure", els fans de les sèries de crims d'època poden gaudir de totes maneres passant el temps amb el carismàtic repartiment de Vienna Blood". Emine Saner de The Guardian va atorgar al primer episodi tres de les cinc estrelles i va remarcar que la sèrie era similar al treball anterior de Thompson sobre Sherlock, especialment en la dinàmica dels protagonistes i la presentació. No obstant això, va elogiar els dos actors principals. Sean O'Grady de The Independent li va donar cinc estrelles sobre cinc, i va elogiar la direcció, la recreació de l'època i la narració.